# Стара Мочальня
Стара Мочальня (пол. Stara Moczalnia) — село в Польщі, у гміні Сокулка Сокульського повіту Підляського воєводства.
Населення — 81 особа (2011).
У 1975—1998 роках село належало до Білостоцького воєводства.

## Демографія
Демографічна структура станом на 31 березня 2011 року:
|          | Загалом | Допрацездатний вік | Працездатний вік | Постпрацездатний вік |
| -------- | ------- | ------------------ | ---------------- | -------------------- |
| Чоловіки | 47      | 8                  | 34               | 5                    |
| Жінки    | 34      | 9                  | 19               | 6                    |
| Разом    | 81      | 17                 | 53               | 11                   |